# 紐波特紐斯造船公司
37°00′03″N 76°26′54″W / 37.0007°N 76.4482°W
紐波特紐斯造船及船塢公司（英語：Newport News Shipbuilding and Drydock Company，NNS&DD），或簡稱為紐波特紐斯造船廠（Newport News Shipbuilding，NNS），是美國規模最大的私人造船廠，位於維珍尼亞州的紐波特紐斯，鄰近漢普頓錨地。 纽波特纽斯造船厂是目前美国唯一在建造超级航空母舰的造船厂。
公司于2001至2011年间曾由諾斯洛普·格魯門所有，船廠被称为諾斯洛普·格魯門紐波特紐斯造船廠（Northrop Grumman Shipbuilding Newport News）。2011年4月由于经营问题，諾斯洛普·格魯門原来所有的舰艇制造部门被迫自母公司分拆，而成为一个独立的公司——亨廷顿·英格尔斯工业（Huntington Ingalls Industries, HII），而紐波特紐斯造船厂也自然转而成为亨廷顿·英格尔斯工业公司的一部分。
紐波特紐斯造船廠是目前美國唯一可建造超級航空母艦的造船廠，並與鄰近的美國海軍諾福克海軍基地有緊密合作關係。

## 歷史
紐波特紐斯造船廠起源自一個運煤碼頭。1870年代，切薩皮克及俄亥俄鐵路（Chesapeake and Ohio Railroad）公司主席柯利斯·亨廷頓大舉注資，鋪設連接列治文及俄亥俄河的鐵路。1881年，公司將鐵路延伸至維吉尼亞半島，並接駁到漢普頓錨地，於紐波特紐斯（其時仍為未建市地區）建設一個運煤碼頭。
1886年，亨廷頓在碼頭旁興建船塢，供運煤船艦維修，並同時提供造船服務；造船公司自此成立，其時名為切薩皮克乾船塢及造船公司（Chesapeake Dry Dock & Construction Company）。
1891年，造船廠建造的首架船隻下水，為一艘拖船。稍後美國海軍開始與造船公司簽約，建造軍艦。到1897年，公司已為美國海軍建造了三艘護衛艇。由於船塢的勞工需求甚大，紐波特紐斯人口逐漸增多，並在1896年正式成為獨立市；第一任市長為公司要員沃爾特·波斯特（Walter A. Post）。
1900年，亨廷頓去世，其外甥亨利·亨廷頓接管造船公司，並繼續擴建船廠。稍後無畏艦時代來臨，海軍競賽激烈；公司共為美國海軍建造了六艘無畏艦，包括特拉華號、德克薩斯號、賓夕法尼亞號、密西西比號、馬利蘭號戰艦及西維珍尼亞號。1914年，公司亦建造了忠僕號。1915年5月7日，盧西塔尼亞號被德國潛艇擊沉，當時的公司主席亞伯特·霍金斯（Albert L. Hopkins）亦在死者之列。稍後公司為美軍建造多艘驅逐艦及其他艦隻。
第一次世界大戰結束後，造船公司為海軍建造了多艘航空母艦，包括游騎兵號、約克鎮號、企業號及大黃蜂號。第二次世界大戰前後，公司建造了九艘艾塞克斯級航空母艦，包括艾塞克斯號、約克鎮號、無畏號、大黃蜂號、富蘭克林號、提康德羅加號、蘭道夫號、拳師號及雷伊泰號。由於美軍極需更多軍艦，公司在北卡羅萊納州威爾明頓開設分公司，並建設臨時船廠造船。戰爭結束前夕，公司亦在紐波特紐斯建造中途島級航空母艦，包括中途島號及珊瑚海號；稍後又建造了美國號郵輪。
戰後造船公司與海軍的關係仍非常緊密；福萊斯特號、遊騎兵號均在紐波特紐斯建造。1954年，造船公司與西屋電氣及美國海軍合作，研發艦載核反應爐，使軍艦可以核動力行駛。1958年，全球第一艘核動力航空母艦企業號在紐波特紐斯建造，並在1960年下水。稍後公司亦建造了美利堅號及甘迺迪號。
1968年，造船公司與坦尼可公司合併。1970年代開始，造船公司建造了所有的尼米茲級航空母艦，亦建造了部分洛杉磯級潛艇。
1996年，造船公司脫離坦尼可公司，並以紐波特紐斯造船公司（Newport News Shipbuilding）之名在紐約上市。
2001年11月7日，造船公司被諾斯洛普·格魯門收購，船廠亦更名為諾斯洛普·格魯門造船廠。2009年，公司開始建造第一艘福特級核動力航空母艦。
2011年4月，由于諾斯洛普·格魯門拆分旗下的所有的舰艇制造部门，紐波特紐斯造船厂劃屬独立分出的亨廷顿·英格尔斯工业公司之一部分。

## 航母列表
10艘福特級航空母艦
10艘尼米茲級航空母艦

## 脚注
1. ↑  .   [2011-04-30]. （原始内容存档于2020-04-11）.

## 外部參考
- 亨廷顿·英格尔斯工业公司 （页面存档备份，存于）
- 亨廷顿·英格尔斯工业公司的紐波特紐斯造船厂网站